# Rue de la Bourse (Paris)
Pour les articles homonymes, voir Rue de la Bourse.
La rue de la Bourse est une voie du 2e arrondissement de Paris. 

## Situation et accès
La façade principale du palais de la Bourse est dans l'axe de la rue de la Bourse. La rue mène donc de la place de la Bourse, du côté de la rue Vivienne, à la rue de Richelieu, selon une direction sud-est/nord-ouest. La rue dispose de cinq immeubles côté impair et six côté pair.
La voie est coupée vers son milieu par la rue des Colonnes, dont l'architecture singulière marque les immeubles d'angles.
C'est à la proximité immédiate du site de la rue de la Bourse que se trouvait la porte Richelieu, mais cette voie du XIXe siècle n'existait pas encore.

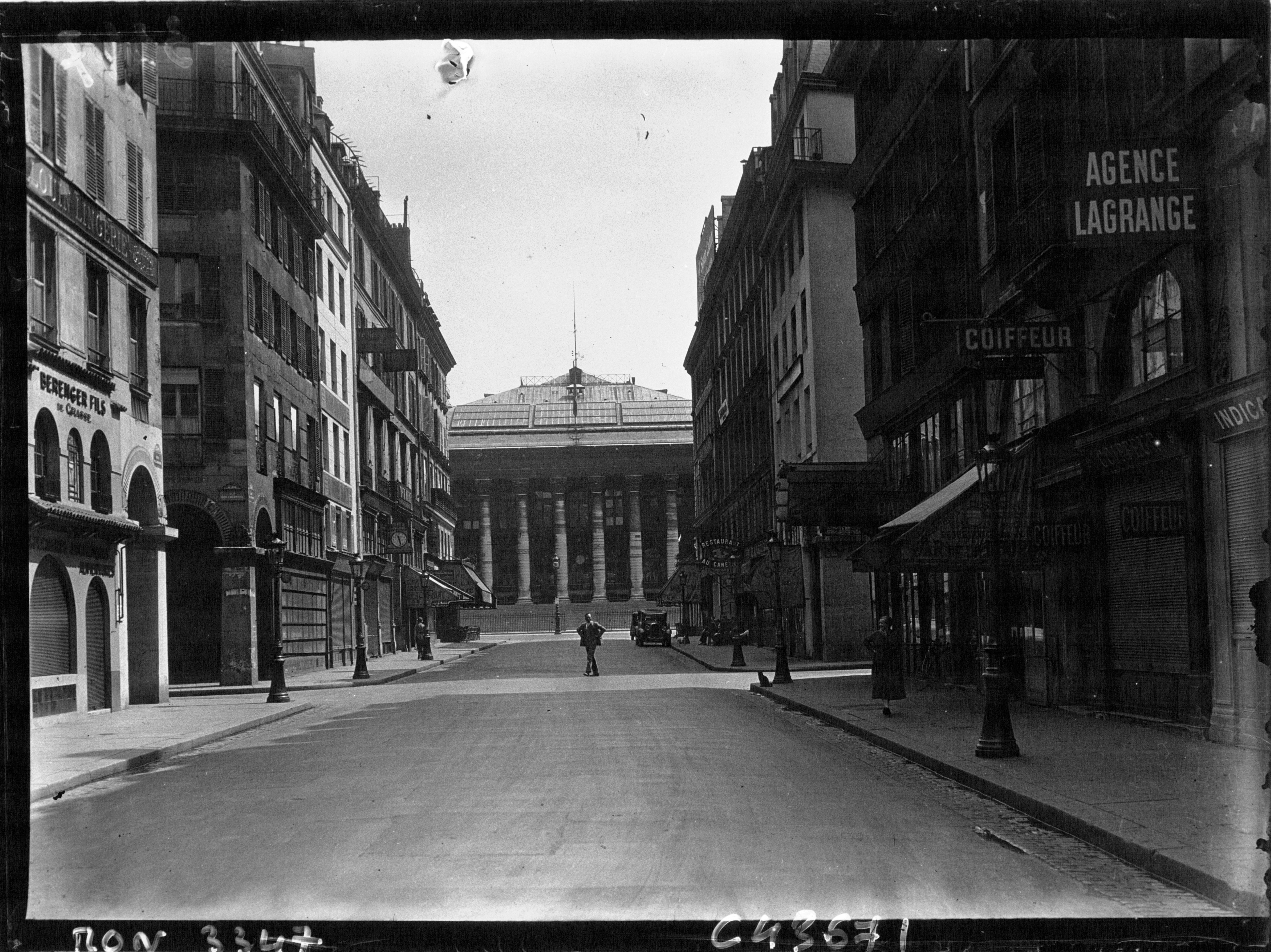
Vue de l'axe de la rue de la Bourse depuis la rue de Richelieu en 1932.

## Origine du nom

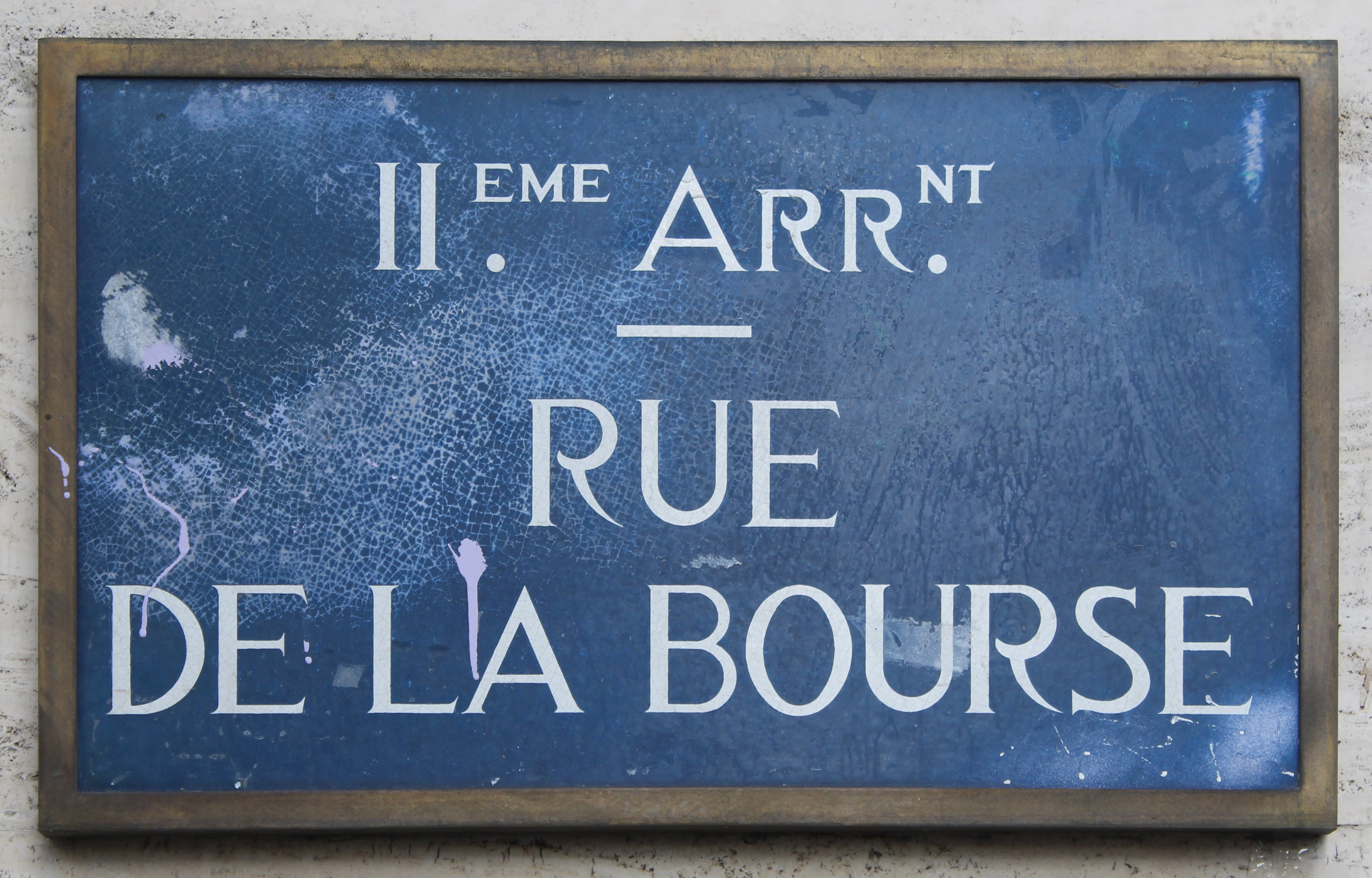
Plaque de la rue.

La rue doit son nom à sa proximité avec le palais Brongniart, ancien siège de la Bourse de Paris.

## Historique
La rue de la Bourse est récente, relativement au reste du quartier. La décision d'ouvrir une voie pour relier la place de la Bourse dans l'axe du palais à la rue de Gramont est prise par une ordonnance royale du 16 juin 1824. Une seconde ordonnance du 17 janvier 1830 énonça que la rue s'arrêterait à la rue de Richelieu, ce qui fut fait. Le 8 juillet 1833, elle reçut le nom de « rue de la Bourse ». L'ouverture de la rue de la Bourse à travers la rue des Colonnes brisa la perspective des galeries de cette voie uniforme. Son percement entraîna la destruction du théâtre Feydeau.
La rue de la Bourse se trouve dans le quartier traditionnel de la presse et a ainsi été le siège de plusieurs rédactions, comme Comic-Finance, Paris-Bourse, Réforme financière, Annales coloniales et l'Agence de presse Fournier au no 1 ou Cosmopolis, Dépêche Financière, Agence extérieure et coloniale et Argent, au no 10, tandis que le no 2 fut le siège des éditions Alphonse Leduc de 1852 à 1861.
Il a été projeté d'ouvrir une « rue du Commerce » à l'est de la Bourse, faisant le pendant de la rue de la Bourse qui s'ouvre à l'ouest, mais l'entreprise ne vit jamais le jour.

## Pour approfondir